# Terminaliopsis
Terminaliopsis é um género botânico pertencente à família Combretaceae.